# MacOS Catalina
macOS 10.15 Catalina (dall'omonima isola) è la sedicesima versione del sistema operativo macOS sviluppato da Apple. Presentato al pubblico da Craig Federighi il 3 giugno 2019 a San Francisco, durante l'Apple WWDC, lo stesso giorno della presentazione è stata pubblicata la prima beta per sviluppatori. È la prima versione di macOS a supportare esclusivamente applicazioni a 64 bit. L'uscita pubblica della versione definitiva è avvenuta il 7 ottobre 2019. Dispositivi supportati
macOS Catalina è supportato su questi computer:
- MacBook: 2015 e successivi
- MacBook Air: 2012 e successivi
- MacBook Pro: 2012 e successivi
- Mac mini: 2012 e successivi
- iMac: 2012 e successivi
- iMac Pro: 2017 e successivi
- Mac Pro: 2013 e successivi

Il sistema ha raggiunto la End Of Life (EOL), ovvero la fine del supporto e degli aggiornamenti di sicurezza dal produttore, il 12 settembre 2022.

## Novità

### Sistema

#### Volume di sistema dedicato
macOS Catalina viene installato e avviato in un nuovo volume di sola lettura, separando i dati del sistema da tutti gli altri dati, che rimangono in un volume di lettura e scrittura.

#### Sidecar
Con Sidecar, è possibile usare iPad come un secondo monitor o monitor esteso del Mac e come una tavoletta grafica ad alta precisione nelle app Mac supportate, consentendo anche l'impiego dell'Apple Pencil per disegnare o prendere appunti. Come tutte le funzioni di Continuity, Sidecar funziona anche con una connessione wireless. La funzionalità è disponibile solo per i modelli più recenti di Mac.

#### Sicurezza
A partire da macOS Catalina, Gatekeeper verifica prima e periodicamente tutte le app per identificare problemi noti relativi alla sicurezza, mentre i nuovi sistemi di Protezione dei dati richiedono alle app di ottenere un'autorizzazione prima di accedere ai documenti dell'utente. Tutti i Mac con il chip Apple T2 Security (iMac Pro, MacBook Pro 2018, Mac Mini, MacBook Air, Mac Pro 2019) supportano Blocco di attivazione per impedire l'uso e la cancellazione delle unità senza le credenziali dell'ID Apple. Con la nuova applicazione Dov'è, la posizione di un Mac smarrito o rubato viene comunicata in modo sicuro e anonimo al proprietario da altri dispositivi Apple, anche se il Mac è offline.

#### Tempo di utilizzo
Tempo di utilizzo fornisce agli utenti un resoconto dell'impiego e una serie di strumenti per gestire il tempo trascorso su app e siti web. Diventa possibile pianificare il tempo di inutilizzo del Mac e decidere quanto tempo trascorrere in app, siti web o categorie di app. Tramite iCloud si possono sincronizzare le impostazioni di "Tempo di utilizzo" e combinare l'utilizzo fra iPhone, iPad e Mac privatamente tramite la crittografia end-to-end.

### Applicazioni

#### iTunes
In linea con iOS, iTunes viene suddiviso in tre applicazioni: Musica, Podcast e TV. TV supporta Dolby Atmos e Dolby Vision HDR10 sui modelli MacBook prodotti dal 2018, mentre la riproduzione in HDR 4K è supportata su Mac prodotti dal 2018 quando sono collegati a uno schermo compatibile.

#### Mail
Mail in macOS Catalina offre la possibilità di bloccare email da un mittente specifico, disattivare le notifiche per le conversazioni troppo attive e annullare la sottoscrizione a mailing list commerciali.

#### Safari
Safari ha una pagina iniziale aggiornata che usa i suggerimenti di Siri per mettere in primo piano i siti più visitati, i preferiti, le schede iCloud, le selezioni dell'Elenco lettura e i link inviati in Messaggi.

#### Promemoria
La nuova interfaccia riprogettata di Promemoria semplifica la creazione, l'organizzazione e il controllo dei promemoria.

## Storico delle versioni
|  | Versioni precedenti |  | Versione corrente |

| Versione | Build   | Data              | Darwin                     | Note                                                                                       | Standalone download                                                         |
| -------- | ------- | ----------------- | -------------------------- | ------------------------------------------------------------------------------------------ | --------------------------------------------------------------------------- |
| 10.15    | 19A583  | 7 ottobre 2019    | 19.0.0                     | Informazioni sui contenuti di sicurezza                                                    |                                                                             |
| 10.15    | 19A602  | 15 ottobre 2019   | 19.0.0                     | Aggiornamento supplementare                                                                |                                                                             |
| 10.15    | 19A603  | 21 ottobre 2019   | 19.0.0                     | Aggiornamento supplementare revisionato                                                    |                                                                             |
| 10.15.1  | 19B88   | 29 ottobre 2019   | 19.0.0 xnu-6153.41.3~29    | A proposito dell'aggiornamento 10.15.1 di Catalina Informazioni sui contenuti di sicurezza | macOS 10.15.1 Update                                                        |
| 10.15.2  | 19C57   | 10 dicembre 2019  | 19.2.0 xnu-6153.61.1~20    | A proposito dell'aggiornamento 10.15.2 di Catalina Informazioni sui contenuti di sicurezza | macOS 10.15.2 Update macOS 10.15.2 Combo Update                             |
| 10.15.3  | 19D76   | 28 gennaio 2020   | 19.3.0 xnu-6153.81.5~1     | A proposito dell'aggiornamento 10.15.3 di Catalina Informazioni sui contenuti di sicurezza | macOS 10.15.3 Update macOS 10.15.3 Combo Update                             |
| 10.15.4  | 19E266  | 24 marzo 2020     | 19.4.0 xnu-6153.101.6~15   | A proposito dell'aggiornamento 10.15.4 di Catalina Informazioni sui contenuti di sicurezza | macOS 10.15.4 Update macOS 10.15.4 Combo Update                             |
| 10.15.4  | 19E287  | 8 aprile 2020     | 19.4.0 xnu-6153.101.6~15   | Aggiornamento supplementare                                                                | macOS 10.15.4 Supplemental Update                                           |
| 10.15.5  | 19F96   | 26 maggio 2020    | 19.5.0 xnu-6153.121.1~7    | A proposito dell'aggiornamento 10.15.5 di Catalina Informazioni sui contenuti di sicurezza | macOS 10.15.5 Update macOS 10.15.5 Combo Update                             |
| 10.15.5  | 19F101  | 1º giugno 2020    | 19.5.0 xnu-6153.121.2~2    | Aggiornamento supplementare Informazioni sui contenuti di sicurezza                        | macOS 10.15.5 Supplemental Update                                           |
| 10.15.6  | 19G73   | 15 luglio 2020    | 19.6.0 xnu-6153.141.1~9    | A proposito dell'aggiornamento 10.15.6 di Catalina Informazioni sui contenuti di sicurezza | macOS 10.15.6 Update macOS 10.15.6 Combo Update                             |
| 10.15.6  | 19G2021 | 12 agosto 2020    | 19.6.0 xnu-6153.141.1~1    | Aggiornamento supplementare                                                                | macOS 10.15.6 Supplemental Update                                           |
| 10.15.7  | 19H2    | 24 settembre 2020 | 19.6.0 xnu-6153.141.2~1    | A proposito dell'aggiornamento 10.15.7 di Informazioni sui contenuti di sicurezza          | macOS 10.15.7 Update macOS 10.15.7 Combo Update                             |
| 10.15.7  | 19H4    | 27 ottobre 2020   | 19.6.0 xnu-6153.141.2~1    | A proposito dell'aggiornamento 10.15.7 di Informazioni sui contenuti di sicurezza          | macOS 10.15.7 Update macOS 10.15.7 Combo Update                             |
| 10.15.7  | 19H15   | 5 novembre 2020   | 19.6.0 xnu-6153.141.2.2~1  | Aggiornamento supplementare Informazioni sui contenuti di sicurezza                        | macOS 10.15.7 Supplemental Update macOS 10.15.7 Supplemental Update (Combo) |
| 10.15.7  | 19H114  | 14 dicembre 2020  | 19.6.0 xnu-6153.141.10~1   | Informazioni sui contenuti di sicurezza 2020-001                                           | Security Update 2020-001 (Catalina)                                         |
| 10.15.7  | 19H512  | 1º febbraio 2021  | 19.6.0 xnu-6153.141.16~1   | Informazioni sui contenuti di sicurezza 2021-001                                           | Security Update 2021-001 (Catalina)                                         |
| 10.15.7  | 19H524  | 9 febbraio 2021   | 19.6.0 xnu-6153.141.16~1   | Aggiornamento supplementare Informazioni sui contenuti di sicurezza                        | macOS Catalina 10.15.7 Supplemental Update 2                                |
| 10.15.7  | 19H1030 | 26 aprile 2021    | 19.6.0 xnu-6153.141.28.1~1 | Informazioni sui contenuti di sicurezza 2021-002                                           | Security Update 2021-002 (Catalina)                                         |
| 10.15.7  | 19H1217 | 24 maggio 2021    | 19.6.0 xnu-6153.141.33~1   | Informazioni sui contenuti di sicurezza 2021-003                                           | Security Update 2021-003 (Catalina)                                         |
| 10.15.7  | 19H1323 | 21 luglio 2021    | 19.6.0 xnu-6153.141.35~1   | Informazioni sui contenuti di sicurezza 2021-004                                           | Security Update 2021-004 (Catalina)                                         |
| 10.15.7  | 19H1417 | 13 settembre 2021 | 19.6.0 xnu-6153.141.40~1   | Informazioni sui contenuti di sicurezza 2021-005                                           | Security Update 2021-005 (Catalina)                                         |
| 10.15.7  | 19H1419 | 23 settembre 2021 | 19.6.0 xnu-6153.141.40.1~1 | Informazioni sui contenuti di sicurezza 2021-006                                           | Security Update 2021-006 (Catalina)                                         |
| 10.15.7  | 19H1519 | 25 ottobre 2021   | 19.6.0 xnu-6153.141.43~1   | Informazioni sui contenuti di sicurezza 2021-007                                           | Security Update 2021-007 (Catalina)                                         |
| 10.15.7  | 19H1615 | 13 dicembre 2021  | 19.6.0 xnu-6153.141.50~1   | Informazioni sui contenuti di sicurezza 2021-008                                           | Security Update 2021-008 (Catalina)                                         |
| 10.15.7  | 19H1713 | 26 gennaio 2022   | 19.6.0 xnu-6153.141.51~3   | Informazioni sui contenuti di sicurezza 2022-001                                           | Security Update 2022-001 (Catalina)                                         |